# Mark Webber
Mark Alan Webber, född 27 augusti 1976 i Queanbeyan i New South Wales, är en australisk racerförare. Han bor i Buckinghamshire i England.

## Racingkarriär
Mark Webber började köra kart 1991 och vann året därpå mästerskapen New South Wales och ACT. 1994 tävlade i Formel Ford både i Australien och Storbritannien. Mark Webber blev mästare i Formel Ford 1996, tog en fjärdeplacering i Formel 3 1997 och kom tvåa i formel 3000-mästerskapet 2001. Han debuterade i formel 1 som testförare hos Benetton 2001 och som andreförare i Minardi 2002. Webber var sedan försteförare i Jaguar Racing under två säsonger och blev därefter försteförare i Williams, och tog då sin första pallplats. Webber kör sedan säsongen 2007 för Red Bull, för vilka han tog sin andra pallplats genom tredjeplatsen i Europas Grand Prix 2007.
Webber kom tvåa i Kina 2009 och tog senare sin första pole position och sin första seger i Tyskland 2009 efter 130 F1-starter.
Under F1-helgen på Silverstone 2013 avslöjade Webber att han bestämt sig för att lämna sin post som F1-förare hos Red Bull Racing efter säsongen och skulle då börja köra sportvagns-VM 2014 för Porsche, tillsammans med Timo Bernhard och Brendon Hartley. Mark Webbers efterträdare blev landsmannen Daniel Ricciardo.

## F1-karriär
| Säsong     | Stall/Tillverkare | Placering  | Lopp | Poäng  | Etta | Tvåa | Trea | Pole | Varv |
| ---------- | ----------------- | ---------- | ---- | ------ | ---- | ---- | ---- | ---- | ---- |
| 2002       | Minardi-Asiatech  | 15         | 17   | 2      |      |      |      |      |      |
| 2003       | Jaguar-Cosworth   | 10         | 16   | 17     |      |      |      |      |      |
| 2004       | Jaguar-Cosworth   | 13         | 18   | 7      |      |      |      |      |      |
| 2005       | Williams-BMW      | 10         | 19   | 36     |      |      | 1    |      |      |
| 2006       | Williams-Cosworth | 14         | 18   | 7      |      |      |      |      |      |
| 2007       | Red Bull-Renault  | 12         | 17   | 10     |      |      | 1    |      |      |
| 2008       | Red Bull-Renault  | 11         | 18   | 21     |      |      |      |      |      |
| 2009       | Red Bull-Renault  | 4          | 17   | 69.5   | 2    | 4    | 2    | 1    | 3    |
| 2010       | Red Bull-Renault  | 3          | 19   | 242    | 4    | 4    | 2    | 5    | 3    |
| 2011       | Red Bull-Renault  | 3          | 19   | 258    | 1    | 2    | 7    | 3    | 7    |
| 2012       | Red Bull-Renault  | 6          | 20   | 179    | 2    | 1    | 1    | 2    | 1    |
| 2013       | Red Bull-Renault  | 3          | 19   | 199    |      | 5    | 3    | 2    | 5    |
| Sammanlagt | Sammanlagt        | Sammanlagt | 217  | 1047,5 | 9    | 16   | 17   | 12   | 19   |

| 1. Tyskland 2009 2. Brasilien 2009 3. Spanien 2010 4. Monaco 2010 5. Storbritannien 2010 6. Ungern 2010 7. Brasilien 2011 8. Monaco 2012 9. Storbritannien 2012 |

| 1. Kina 2009 2. Turkiet 2009 3. Storbritannien 2009 4. Abu Dhabi 2009 5. Malaysia 2010 6. Belgien 2010 7. Japan 2010 8. Brasilien 2010 9. Turkiet 2011 10. Belgien 2011 11. Korea 2012 12. Malaysia 2013 13. Storbritannien 2013 14. Japan 2013 15. Abu Dhabi 2013 16. Brasilien 2013 |

| 1. Monaco 2005 2. Europa 2007 3. Spanien 2009 4. Ungern 2009 5. Turkiet 2010 6. Singapore 2010 7. Kina 2011 8. Kanada 2011 9. Europa 2011 10. Storbritannien 2011 11. Tyskland 2011 12. Singapore 2011 13. Korea 2011 14. Indien 2012 15. Monaco 2013 16. Italien 2013 17. USA 2013 |

| 1. Tyskland 2009 2. Malaysia 2010 3. Spanien 2010 4. Monaco 2010 5. Turkiet 2010 6. Belgien 2010 7. Spanien 2011 8. Storbritannien 2011 9. Tyskland 2011 10. Korea 2012 11. Japan 2013 12. Abu Dhabi 2013 |

| 1. Ungern 2009 2. Japan 2009 3. Brasilien 2009 4. Australien 2010 5. Malaysia 2010 6. Japan 2010 7. Malaysia 2011 8. Kina 2011 9. Turkiet 2011 10. Monaco 2011 11. Belgien 2011 12. Abu Dhabi 2011 13. Brasilien 2011 14. Korea 2012 15. Kanada 2013 16. Storbritannien 2013 17. Ungern 2013 18. Japan 2013 19. Brasilien 2013 |